# Letis hypnois
Letis hypnois là một loài bướm đêm trong họ Erebidae.